# Asenat

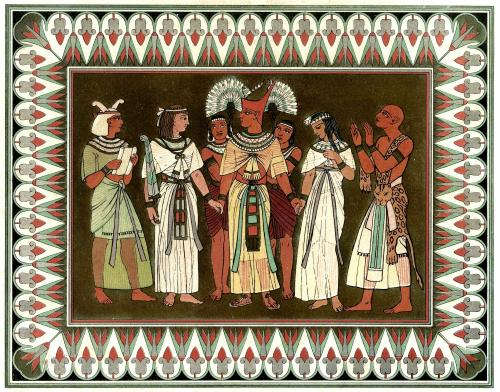
José y Asenat.

Asenat, Azenate o Azenath, (en egipcio significa "posesión de la diosa Neit"), hija de Potifera, sacerdote de On (Gn 41:45). Fue la esposa de José o el Chaty Zafnat Panea, por su voluntad fue reconvertida al judaísmo, es mencionada como la madre de Efraín y Manasés, el primogénito. 
El Faraón cambió el nombre de José (30 años) por Zafnat Panea y le dio a Asenat por esposa en su nombramiento como visir. De este modo quedó José a cargo de Egipto (Génesis). 
Asenat también fue la madre de Manasés y Efraín según el libro del Génesis 46:20. Es una figura menor en el Libro del Génesis. Fue una mujer egipcia aristocrática de nacimiento, esposa de José y la madre de sus hijos, Manasés y Efraín.

## Enfoques rabínicos
Hay dos enfoques rabínicos para Asenath. Una opinión es que es una mujer étnica egipcia que se convirtió para casarse con José. Este punto de vista hace pensar que ella aceptó al Señor antes del matrimonio y que luego crio a sus dos hijos bajo los principios del judaísmo. Esta tradición la presenta como un ejemplo positivo de conversión, y la coloca entre las mujeres devotas convertidas.
El otro enfoque argumenta que no era egipcia por ascendencia, pero si era de la familia de Jacob. Las tradiciones que la remontan a la familia de Jacob relatan que nació hija de Dina después de ser violada por Siquén, la dejó cerca de una pared en Egipto, donde más tarde fue encontrada por Potifera y criada, por él y su esposa, que era estéril, como su propia hija.

## Importancia
Su importancia está relacionada con el nacimiento de sus dos hijos, que más tarde se convierten en antepasados de dos de las doce tribus de Israel.

## Asenat como nombre propio de mujer
El nombre propio de Asenat ha pasado al español como Azeneth, nombre propio de mujer, y muy empleado en México.
- Datos: Q723681
- Multimedia: Joseph and Asenath / Q723681